# Offshore-Windpark Rampion
Rampion ist ein seit April 2018 in Betrieb befindlicher Offshore-Windpark im Vereinigten Königreich im Ärmelkanal. Er ist der erste Windpark an der Südküste Englands und befindet sich 13 Kilometer südlich der Küste von Sussex. Das Investitionsvolumen wird auf insgesamt 1,3 Mrd. Britische Pfund beziffert. Der Windpark versorgt rechnerisch 345.000 Haushalte mit Strom.

## Entwicklung und Bau
Die Entwicklung des Windparks wurde 2010 begonnen. 2012 wurden die Bürger an dem Vorhaben beteiligt. Im Juli 2014 wurde die Genehmigung für das Projekt erteilt. Ende August 2016 waren 55 der 116 Fundamente installiert. Alle Fundamente wurden bis Anfang November 2016 montiert. Am 10. März 2017 wurde die erste Turbine vom Errichterschiff MPI Discovery installiert. Für die Installation wurden die Turbinen vom dänischen Esbjerg zum Baufeld transportiert. Mitte September 2017 wurde die letzte Windkraftanlage installiert, während die Kabelverlegungen und weitere Arbeiten noch in Gange waren. Der Probebetrieb wurde für Ende 2017 anvisiert. Die Inbetriebnahme des Windparks erfolgte im April 2018.

## Windenergieanlagen
Die 116 Turbinen vom Typ Vestas V112-3.45 MW haben zusammen eine installierte Leistung von 400 MW. Die Windenergieanlagen haben eine Nabenhöhe von 85 Meter und eine Gesamthöhe von 140 Meter. Der Mindestabstand zwischen den einzelnen Anlagen beträgt 750 Meter.

## Netzanbindung
An einer Umspannplattform wird der Strom gesammelt und über ein 150-Kilovolt-Seekabel zum Land transportiert.